# Andrea Gerster
Andrea Gerster (* 21. April 1959) ist eine Schweizer Schriftstellerin, Kulturvermittlerin und frühere Journalistin.

## Leben
Gerster arbeitete viele Jahre als Journalistin für Tageszeitungen und Magazine, bevor sie sich ab 2002 nur mehr dem literarischen Schreiben zuwandte. Sie organisierte von 2006 bis 2011 die literarische Veranstaltungsreihe Wort und … in Arbon. Als Teil des Duos Gerster & Nüssli trat sie mit dem Programm „Spoken Word und Livezeichnen“ auf sowie in Kunstzusammenhängen mit der Performance „Side effects“. Zudem schrieb sie Theaterstücke und Textinstallationen für Kunstausstellungen. Sie veröffentlichte sechs Romane (die Hälfte davon für die Zielgruppe Kinder und Jugend), drei Erzählbände sowie zahlreiche Erzählungen in Literaturzeitschriften und Anthologien.
Von 2016 bis Ende 2017 war sie hauptamtlich verantwortlich für das Programm im Literaturhaus Liechtenstein. Danach unterrichtete sie kreatives Schreiben im Zielfokus von Schulhausromanen und mit einer Writers Class am Gymnasium in Feldkirch. Seit 2019 ist sie Mitglied der Kunstkommission des Landes Vorarlberg.
Beim Bachmannpreis-Wettbewerb 2019 las sie auf Einladung von Hildegard Elisabeth Keller den Text „Das kann ich“.
Sie lebt und arbeitet in der Ostschweiz und in Vorarlberg.

## Werke

### Theater
- 2007: Muttergrollen, szenische Lesung, SogarTheater, Zürich
- 2009: Reden ist gut, Dramolett, Theater am Kirchplatz, Liechtenstein
- 2014: Der Zwerg in mir, Schauspiel, Uraufführung See Burgtheater, Kreuzlingen

### Bildende Kunst
- 2005: Polina, Textfragmente auf Folie, Kulturzentrum Nairs, Graubünden
- 2006: Mimosa fliegt, Metataphern/Skulptur Gerster/Schmetz, Galerie Bleisch, Arbon
- 2008: Ausgezeichnet, Gruppenausstellung Förderpreise, Kulturraum, St. Gallen
- 2011: Niemandesland, Installation Sylvia Hostettler (Klanginstallation Marco Repetto/Text in Hörspielmodus Andrea Gerster) Kunsthalle Arbon
- 2013: Side effects, Performance Gerster&Nüssli, Kunstraum Kreuzlingen, Werkschau Thurgau

## Würdigungen
- 1997: Literaturpreis der Schweizer Arbeiterzentrale
- 2002: Gewinnerin Lange Nacht der kurzen Geschichten, Literaturhaus Basel
- 2003: Werkbeitrag Kanton Thurgau für Dazwischen Lili
- 2003: Gewinnerin Opennet, Solothurner Literaturtage
- 2004: Gewinnerin Text des Monats, Literaturhaus Zürich
- 2005: Stipendiatin, Binz39, Kulturzentrum Nairs, Projekt Mimosa fliegt
- 2006: Förderpreis Literatur Kanton St. Gallen für Mimosa fliegt
- 2006: Literaturpreis Verlag Bibliothek der Provinz
- 2009: Werkbeitrag Kanton Thurgau für Schandbriefe
- 2009: Berner Kurzgeschichtenpreis für Frieda
- 2011: Werkbeitrag Pro Helvetia für den Roman Ganz oben
- 2011: Förderbeitrag Literatur Kanton Thurgau für Ganz oben
- 2013: Buchpreis Baarer Rabe für The Best of Tarantino
- 2014: Anerkennungsbeitrag der UBS-Kulturstiftung für den Roman Verlangen nach mehr
- 2016: Landis & Gyr Stipendium Berlin
- 2016: Werkbeitrag Kanton Thurgau für den Roman Alex und Nelli
- 2019: Nomination für den Bachmann-Preis